# Teneguía
Teneguía – otwór wulkaniczny, który w przeszłości był aktywny tylko raz i jest mało prawdopodobne, że stanie się aktywny w przyszłości. Znajduje się na wyspie La Palma, jednej z wysp Kanaryjskich, i na południowym krańcu strefy wulkanicznej Cumbre Vieja. Teneguía jest jednym z kilku otworów erupcyjnych tej strefy wulkanicznej.

## Wybuch w 1971
Ten otwór erupcyjny jest źródłem ostatniej efuzywnej erupcji wulkanicznej w Hiszpanii. Erupcja miała miejsce od 26 października do 28 listopada 1971. Wybuch poprzedziło trzęsienie ziemi. Wskutek wybuchu zginął starszy rybak, który znalazł się zbyt blisko strumienia lawy i udusił się oparami. Erupcja spowodowała również zniszczenie mienia i plaż, które później same się odbudowały w wyniku naturalnego działania morza. Gęsto zaludnione tereny nie zostały naruszone. Od tego czasu otwór stał się atrakcją dla turystów i otrzymał status pomnika przyrody, Monumento Natural de Los Volcanes de Teneguía.